# Scirpophaga bipunctatus
Scirpophaga bipunctatus is een vlinder uit de familie grasmotten (Crambidae). De wetenschappelijke naam van deze soort is voor het eerst geldig gepubliceerd in 1926 door Rothschild.
De soort komt voor in tropisch Afrika.